# Fazlul Haque
Mohammad Fazlul Haque (beng. ম. ফজলুল হক; także Fojlul Hoq; ur. 1938) – banglijski sędzia i polityk, tymczasowy premier Bangladeszu jako główny doradca (chief adviser) od 11 do 12 stycznia 2007 roku.
Pracował jako sędzia, doszedł do stanowiska w Sądzie Najwyższym. W październiku 2006 znalazł się w składzie tymczasowego rządu prezydenta Iajuddina Ahmeda jako jeden z dziesięciu doradców. Działania prezydenta zmierzające do rozpisania przedterminowych wyborów budziły kontrowersje jako wykraczające poza mandat pełniącego obowiązki premiera. Czterech z dziesięciu doradców Ahmeda zrezygnowało, zaś Haque podjął rozmowy z opozycyjną Ligą Awami. Iajuddin Ahmed początkowo zapowiedział wybory na 22 stycznia i wprowadził stan wyjątkowy, jednak wobec protestów zrezygnował ze stanowiska szefa rządu 11 stycznia, a Haque objął je do czasu wyboru nowego premiera. Już następnego dnia wyłoniono nowego szefa rządu Fakhruddina Ahmeda, któremu przekazał władzę.
W 2008 roku oskarżono go o korupcję; sprawa w 2017 pozostawała bez rozstrzygnięcia.